# 치항 공군기지

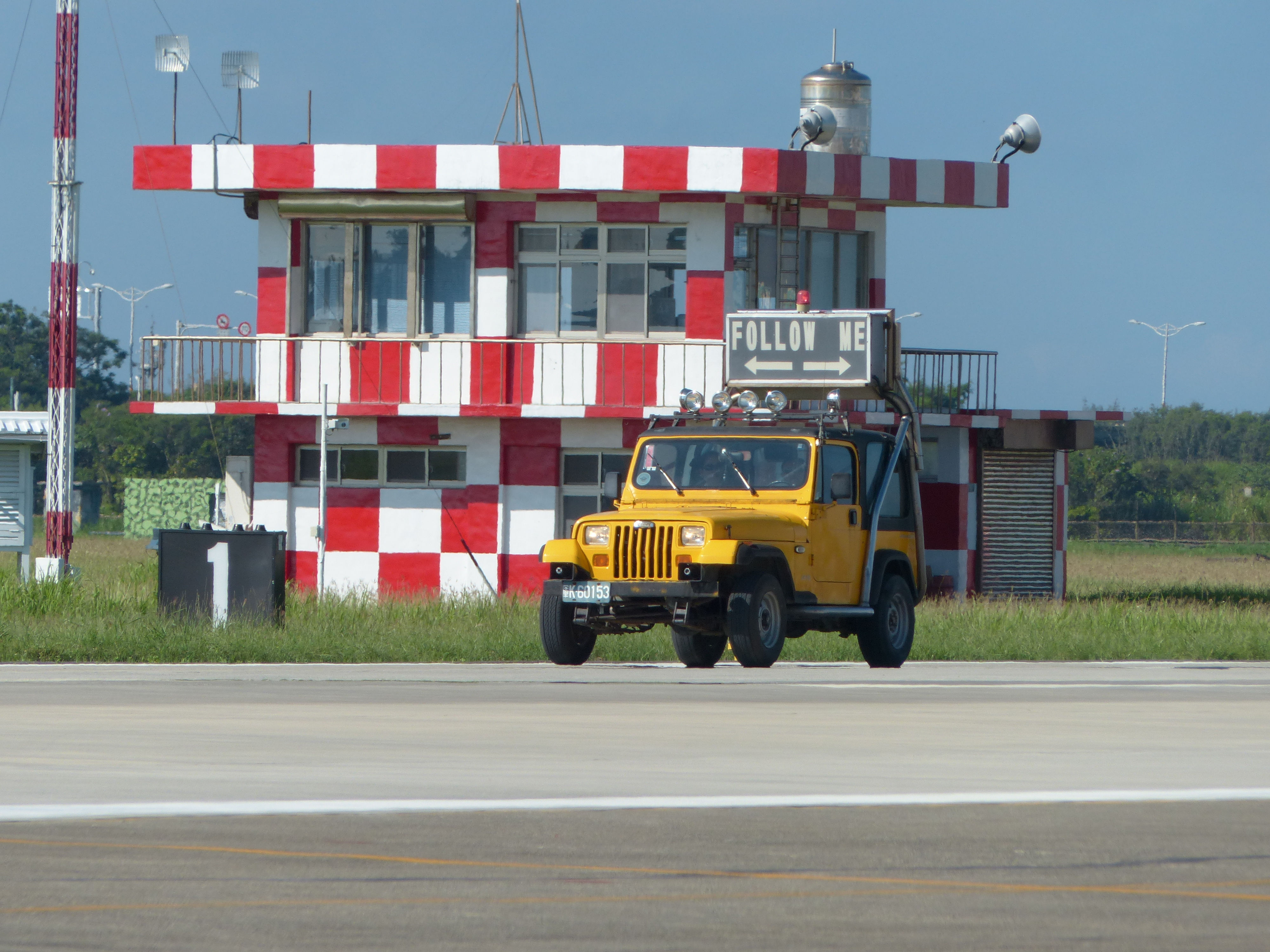
지항 공군 기지 활주로의 따르미 차량

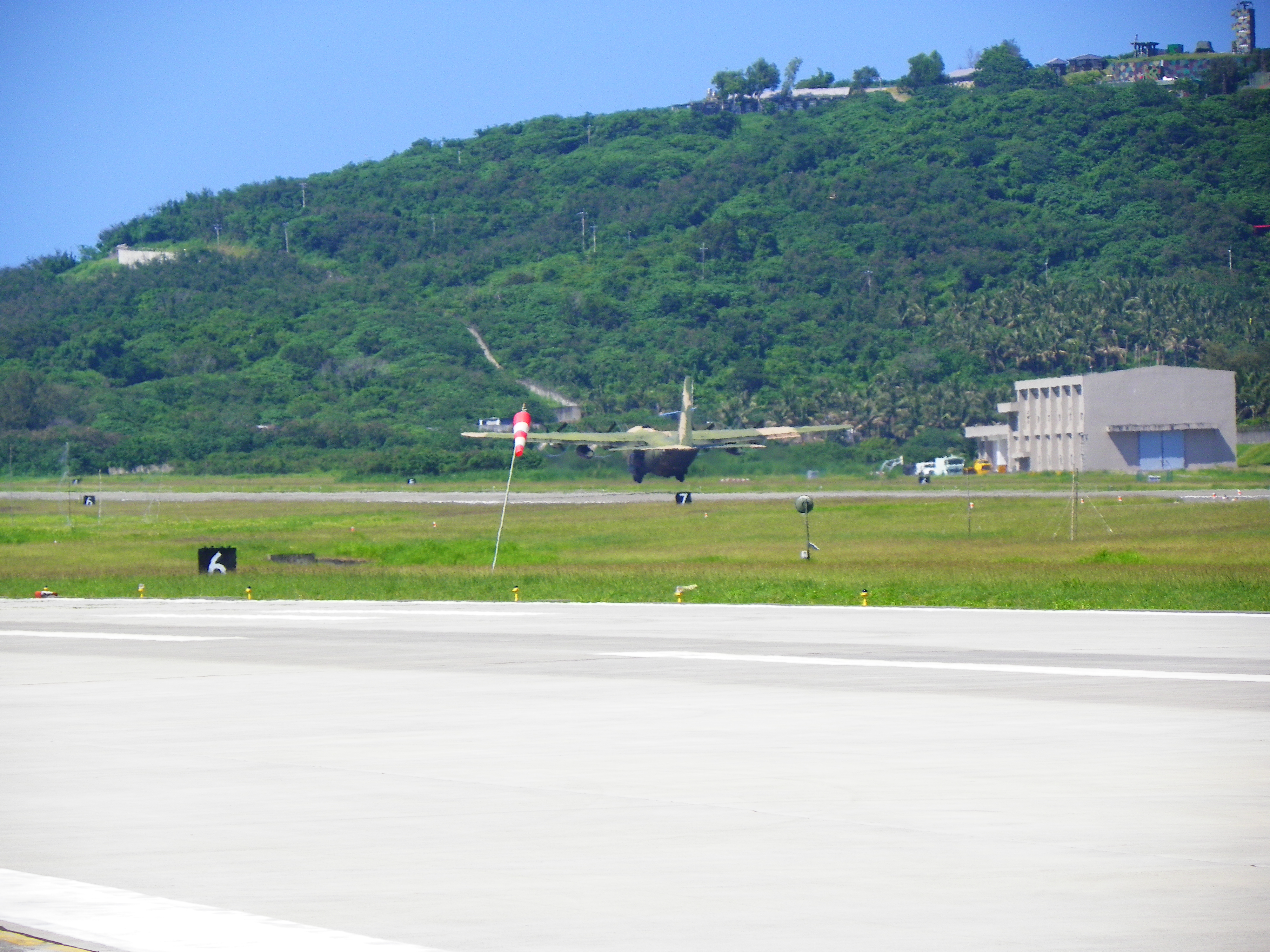
지항 공군 기지 활주로에서 이륙하는 중화민국 공군 C-130H 1309

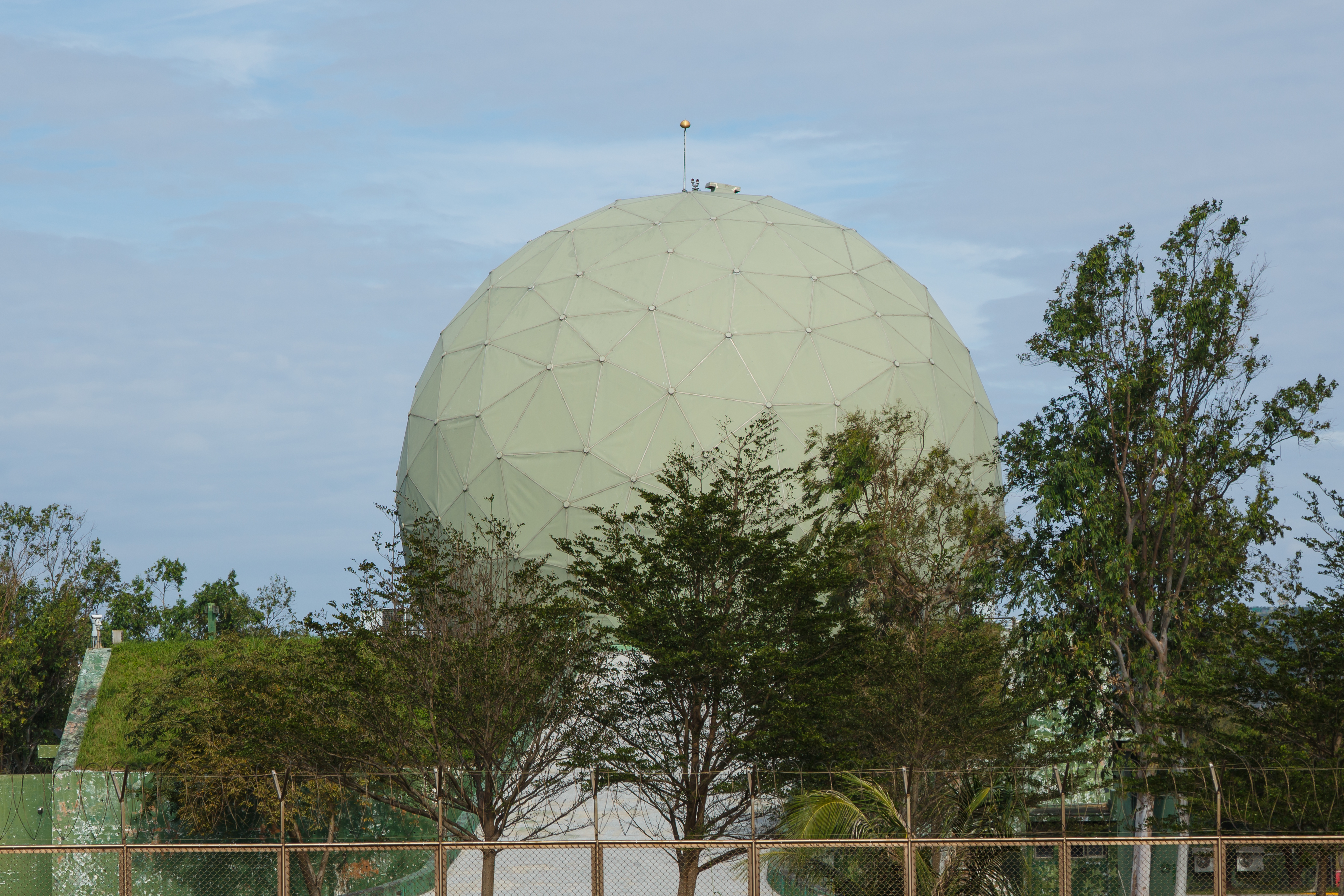
타이둥 공군 기지의 레이더 기지

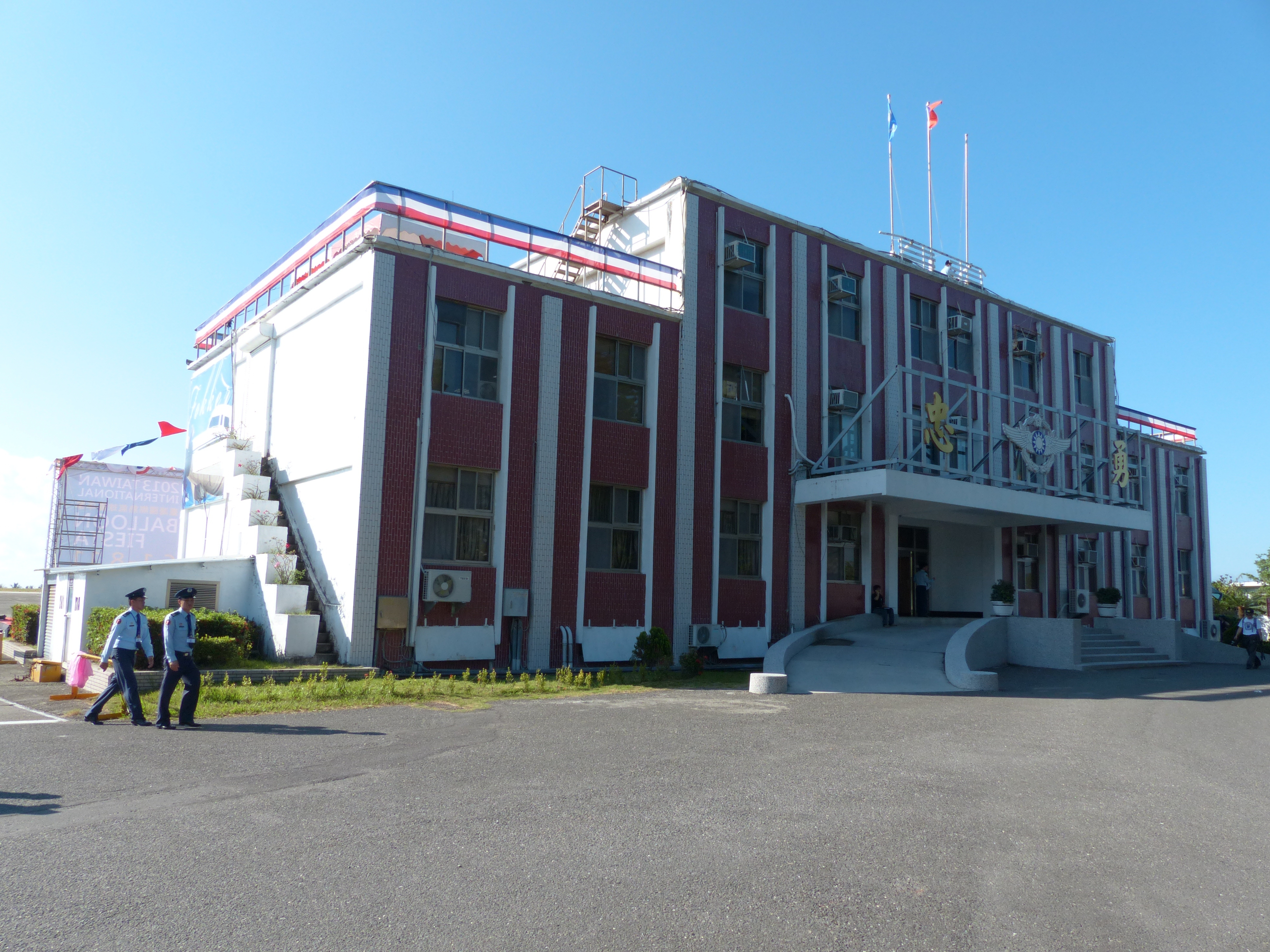
지항 공군 기지 본관

지항 공군 기지는 타이둥 공군 기지로도 알려져 있으며, 타이둥현 중화민국에 있는 중화민국 공군이 운영하는 군사 공항이다. 이 기지는 광범위한 지하 격납고로 가장 잘 알려져 있다.

## 역사
2018년 공군은 지항 공군 기지에 추가적인 보호층을 더하기 위해 자동화된 CIWS 시스템에 대한 입찰을 발표했다.
이 기지는 2023년부터 중화민국이 미국으로부터 도입할 F-16V 두 비행대대의 본거지가 될 가능성이 높은 곳으로 지목되었다. 이 위치는 국방안보연구소가 추천했다.

## 시설
스즈산(石子山) 또는 "석산" 단지는 공군 기지의 북쪽 끝에 위치한 지하 격납고 및 지원 단지이다. 터널은 최대 80대의 항공기를 보호할 수 있다.

## 같이 보기
- 타오위안 공군 기지
- 칭촨강 공군 기지
- 자산 공군 기지